# Muuga (comté de Viru occidental)
Pour les articles homonymes, voir Muuga.

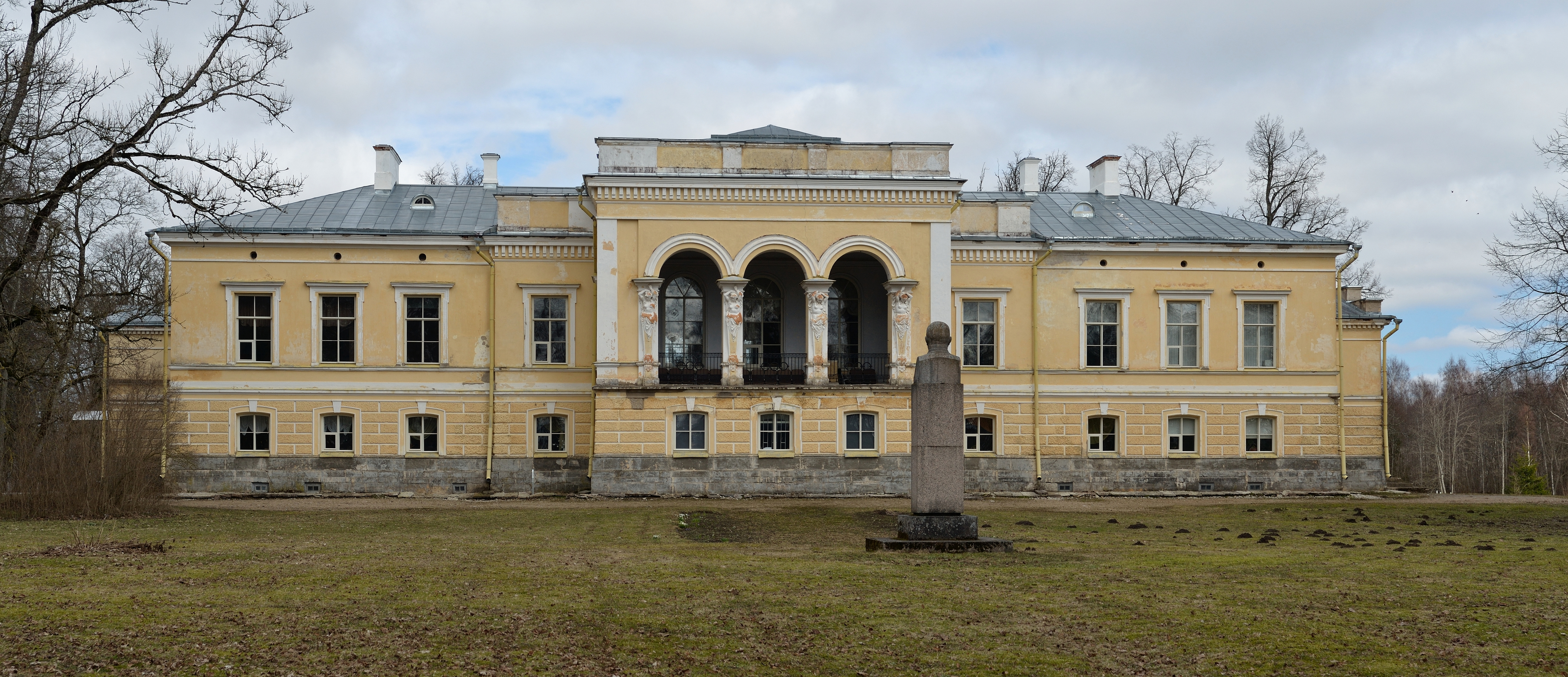

Muuga (autrefois Münkenhof) est un village d'Estonie situé dans la commune de Laekvere (Virumaa occidental). Sa population était de 206 habitants en 2006. Il est surtout connu pour son château, ancien domaine des Zoege von Manteuffel, du comte Gustav Ernst von Stackelberg, et reconstruit par le peintre Carl Timoleon von Neff.